# Anne de Rochechouart de Mortemart
Marie Adrienne Anne Victurnienne Clémentine de Rochechouart de Mortemart, duquesa de Uzès,(París, 10 de febrero de 1847 - Dampierre-en-Yvelines, 3 de febrero de 1933) La duquesa de Uzès fue la primera mujer, junto con Camille du Gast, en recibir un permiso equivalente a la licencia de conducir en 1897, así como la primera mujer en recibir una multa por exceso de velocidad por conducir a 15 kph en un lugar donde sólo se permitía hacerlo a 12 kph.

## Biografía
Fue hija de Louis de Rochechouart de Mortemart, conde de Mortemart, y de Marie-Clémentine de Chevigné. Su bisabuela fue Barbe-Nicole Clicquot-Ponsardin, conocida como "la gran dama de la champaña" o "La viuda Clicquot", propietaria de la casa productora del champán homónimo.
Después de una infancia enfermiza, recibió el título de duquesa por su matrimonio con Emmanuel de Crussol d'Uzès, duque de Crussol (y posteriormente duque de Uzès, en 1872) efectuado en París el 10 de mayo de 1876. Tuvieron cuatro hijos.
Siendo de orientación política orleanista, la duquesa de Uzès financió las actividades políticas del general Georges Boulanger, en espera de esto ayudara a Philippe d'Orléans a restablecer la monarquía y con ello perdió parte de su inmensa fortuna.
La duquesa de Uzès fue la primera mujer, junto con Camille du Gast, en recibir un permiso equivalente a la licencia de conducir en 1897, así como la primera mujer en recibir una multa por exceso de velocidad por conducir a 15 kph en un lugar donde sólo se permitía hacerlo a 12 kph.

## Acción política
Fue la principal patrocinadora de la campaña del general Boulanger de 1887 a 1890; apoyó también a la Federación Nacional de Jóvenes de Francia (Fédération nationale des Jaunes de France), un sindicato antesemita que se oponía a los socialistas, que era contraria a las huelgas y que promovía la colaboración entre las clases sociales.

## Distinciones honoríficas
- Dama Gran Cruz de la Orden del Santo Sepulcro de Jerusalén.
- Oficial de la Orden de la Legión de Honor.
- Oficial de la Orden del Mérito Agrícola.